# ویندوز ۲۰۰۰
ویندوز ۲۰۰۰ سیستم‌ عاملی برای کامپیوترهای شخصی (PC) است که توسط شرکت مایکروسافت تولید شده‌ است. این سیستم عامل گرافیکی در سال ۲۰۰۰ معرفی گردید و برای ایستگاه‌های کاری و سرورهای شبکه به کار می‌رود. در واقع این نسخه از ویندوز نسخه تجاری ویندوز ME است

## خانواده ویندوز ۲۰۰۰

### Windows 2000 Server
نسخه استاندارد سرویس دهنده ۲۰۰۰، «Windows 2000 Server»، نامیده می‌شود. نسخه فوق، نسخه پایه سیستم‌عامل بوده و شامل تمامی قابلیت‌ها و پتانسیل‌های لازم و مورد نیاز سرویس دهندگان NET Enterprise.، است. هر کامپیوتر مبتنی بر سیستم‌عامل Windows 2000 Server دارای ویژگی هائی نظیر: یک کنترل‌کننده Domain مربوط به Active Directory و سرویس‌های ارتباطی شبکه است. نسخه فوق، دارای محدودیت‌های مختص بخود است. حمایت از حداکثر چهار پردازنده و چهار گیگابایت حافظهٔ اصلی (RAM)، نمونه هائی از محدودیت‌های نسخه فوق، می‌باشد. زمانی‌که برنامه‌ها اجراء می‌گردند به آن‌ها یک فضا ثابت حافظه و بمیزان دو گیگا بایت نسبت داده می‌شود. در صورتی‌که کامپیوتر دارای حافظه فیزیکی کمتری باشد، سیستم‌عامل از فضائی بر روی دیسک که Swap file یا page file نامیده می‌شود برای ایجاد حافظه مجازی، استفاده می‌نماید...

### Windows 2000 Advanced Server
این نسخه، شامل تمامی ویژگی‌ها و توانایی‌های نسخه Windows 2000 Server به‌علاوه امکانات اضافه دیگری است. نسخه فوق، نیز دارای محدودیت‌های خاص خود است. حمایت از حداکثر هشت پردازنده و هشت گیگابایت حافظه، نمونه هائی در این زمینه می‌باشند. این نسخه، تغییراتی را درارتباط با مدل حافظه استفاده شده توسط برنامه‌ها، ایجاد نموده‌است. در این راستا سه گیگابایت ارائه و صرفاً «از یک گیگابایت برای سیستم‌عامل، استفاده می‌شود. بدین ترتیب، برنامه‌های بزرگی نظیر SQL Serevr، از مزایای حافظه RAM به خوبی بهره‌مند خواهند شد. نسخه فوق، همچنین دارای امکاناتی نظیر: کلاسترینگ (Clustering) و Network Load Balancing Service، است. با اینکه اکثر سرویس دهندگان NET Enterprise. ، به صورت نسخه Enterprise Edition در دسترس می‌باشند، ولی این بدین مفهوم نیست که آنان نیازمند استفاده از نسخه Advanced Server می‌باشند. مثلاً» Exchange Sever Enterprise Edition، قادر به اجراء بر روی Windows 2000 Server است (در چنین حالتی، نمی‌توان از امکان کلاسترینگ Exchange استفاده گردد، مگر اینکه آن را بر روی نسخه Advanced Server نصب نمود).

### Windows 2000 Datacenter Server
نسخه جامع و بزرگ‌ترین نسخه ویندوز ۲۰۰۰، Windows 2000 Datacenter Server نامیده می‌شود. این نسخه حداکثر شصت و چهار گیگابایت حافظه اصلی (RAM) و سی و دو پردازنده را حمایت می‌نماید. نسخه فوق دارای تمامی قابلیت‌های کلاسترینگ نسخه Advanced Server و سایر پتانسیل‌های استاندارد می‌باشد. از نسخه فوق، در محیط هائی با قابلیت‌های محاسباتی و عملیاتی بسیار بالا، استفاده می‌گردد. علاوه بر آمار شگفت‌انگیز نسخه فوق در رابطه با میزان حافظه و تعداد پردازنده، ماکروسافت ادعا نموده‌است که زمان مفید (Uptime) سیستم‌عامل فوق، ۹۹٫۹۹۹٪ است. در صورتی‌که قصد تهیه این نسخه ویندوز را داشته باشید (به‌صورت قانونی !) و به‌دنبال قیمت آن می‌باشید، هرگز در این راه موفق نخواهید شد. چون شما نمی‌توانید نسخه‌ای از آن را خریداری نمائید. ماکروسافت، صرفاً «نسخه فوق را به تولیدکنندگان سخت‌افزار سرویس دهنده (معمولاً» OEM نامیده شده و اقتباس شده از Original Equipment Manufactures است) عرضه می‌نماید. شرکت‌های تولیدکننده، پیکربندهای خاصی را در رابطه با سخت‌افزار سرویس دهنده انجام و به منظور سازگاری با DataCenter Server آن را بررسی، تست و در ادامه سرویس دهندگان فوق، به شرکت‌های متقاضی به همراه سیستم‌عامل Datacenter Server فروخته می‌گردد. سیستم و نحوه پشتیبانی Datacenter، نسبت به سایر نسخه‌های ویندوز نیز متفاوت است. ماکروسافت حمایت فنی مستقیمی در رابطه با نسخه فوق را ارائه نمی‌دهد. در مقابل، OEM، کانال ارتباطی و پشتیبانی لازم را با مشتریان مربوطه، برقرار خواهد کرد. یکی از نکات مهم پشتیبانی Datacenter، عدم مجاز بودن اعمال تغییرات و اصلاح پیکربندی سخت‌افزار سرویس دهنده، بدون کسب مجوز لازم از OEM است.